# H muet
Le h muet est une forme d'emploi dans la langue française de la lettre h, opposée au h aspiré. À l'oral, un h muet n'a aucune incidence sur la prononciation, et par conséquent, lorsqu'un mot commence par un h muet, on effectue la liaison et l'élision avec le mot précédent. Ainsi, l'heure se prononce comme l'Eure. Dans les autres langues romanes occidentales, le h est toujours muet, mais dans les langues romanes orientales il est prononcé.